# Heteromyia nigra
Heteromyia nigra är en tvåvingeart som beskrevs av Jean-Jacques Kieffer 1917. Heteromyia nigra ingår i släktet Heteromyia och familjen svidknott. Inga underarter finns listade i Catalogue of Life.